# 1959 في مصر
فيما يلي قوائم الأحداث التي وقعت خلال عام 1959 في مصر.

## رياضة
- 1 يناير – كأس الأمم الأفريقية لكرة القدم 1959

## أفلام
من الأفلام التي صدرت هذه السنة في مصر:
- 1 يناير – أم رتيبة من إخراج السيد بدير.
- 1 يناير – احترسي من الحب من إخراج حسن الصيفي.
- 1 يناير – المرأة المجهولة من إخراج محمود ذو الفقار.
- 1 يناير – إرحم حبى من إخراج هنري بركات.
- 1 يناير – إسماعيل يس بوليس سري من إخراج فطين عبد الوهاب.
- 1 يناير – إسماعيل يس في الطيران من إخراج فطين عبد الوهاب.
- 1 يناير – بين الأطلال من إخراج عز الدين ذو الفقار.
- 1 يناير – بين السما والأرض من إخراج صلاح أبو سيف.
- 1 يناير – حب إلى الأبد من إخراج يوسف شاهين.
- 1 يناير – حسن وماريكا من إخراج حسن الصيفي.
- 1 يناير – حسن ونعيمة من إخراج هنري بركات.
- 1 يناير – دعاء الكروان من إخراج هنري بركات.
- 1 يناير – عش الغرام من إخراج حلمي رفلة.
- 1 يناير – كل دقة في قلبي من إخراج أحمد ضياء الدين.
- 1 يناير – من أجل امرأة من إخراج كمال الشيخ.
- 1 يناير – موعد مع المجهول
- 11 يناير – أنا حرة من إخراج صلاح أبو سيف.
- 23 يناير – فضيحة في الزمالك من إخراج نيازي مصطفى.
- 15 مارس – العتبة الخضراء من إخراج فطين عبد الوهاب.
- 6 أبريل – حكاية حب من إخراج حلمي حليم.
- 24 مايو – المليونير الفقير من إخراج حسن الصيفي.
- 26 مايو – سر طاقية الإخفاء من إخراج نيازي مصطفى.
- 15 يونيو – قاطع طريق من إخراج حسن الصيفي.
- 31 أغسطس – عريس مراتي
- 1 ديسمبر – ليلى بنت الشاطئ من إخراج حسين فوزي.
- 3 ديسمبر – من أجل حبي من إخراج كمال الشيخ.
- 24 ديسمبر – الرجل الثاني من إخراج عز الدين ذو الفقار.
- 28 ديسمبر – صراع في النيل من إخراج عاطف سالم.

## كتب
من الكتب التي صدرت هذه السنة في مصر:
- 1 يناير – أولاد حارتنا من تأليف نجيب محفوظ.

## مواليد

### يناير
- 1 يناير – إبراهيم يوسف لاعب كرة قدم مصري.
- 1 يناير – رفيق حبيب
- 1 يناير – محمود أبو حليمة
- 1 يناير – ياسمين خلاط ممثلة لبنانية.
- 12 يناير – أحمد عز سياسي مصري.

### فبراير
- 26 فبراير – شوقي غريب لاعب كرة قدم مصري.

### أبريل
- 5 أبريل – أسامة كمال

### مايو
- 1 مايو – صابر عيد لاعب كرة قدم مصري.
- 15 مايو – شريف منير ممثل مصري.
- 25 مايو – أحمد درويش

### يوليو
- 27 يوليو – مجدي عبد الغني لاعب كرة قدم مصري.

### ديسمبر
- 9 ديسمبر – هشام طلعت مصطفى

## وفيات

### يناير
- 2 يناير – زكريا غنيم (مواليد 1905)

### نوفمبر
- 13 نوفمبر – حسن كامل (مواليد 1893)

### ديسمبر
- 20 ديسمبر – أدهم وانلي (مواليد 1908) رسام مصري.